# Первоманский сельсовет
Первоманский сельсовет - сельское поселение в Манском районе Красноярского края.
Административный центр - посёлок Первоманск.

## Население
| 2009  | 2010  | 2012  | 2013  | 2014  | 2015  | 2016  |
| ----- | ----- | ----- | ----- | ----- | ----- | ----- |
| 2552  | ↘2297 | ↘2272 | ↘2199 | ↘2165 | ↗2208 | ↘2196 |
| 2017  |       |       |       |       |       |       |
| ↘2180 |       |       |       |       |       |       |

## Состав сельского поселения
В состав сельского поселения входят 4 населённых пункта:
| № | Населённый пункт | Тип населённого пункта          | Население |
| - | ---------------- | ------------------------------- | --------- |
| 1 | Ветвистый        | посёлок                         | ↘294      |
| 2 | Кускун           | деревня                         | ↘145      |
| 3 | Первоманск       | посёлок, административный центр | 1749      |
| 4 | Ручейки          | посёлок                         | ↘109      |

## Местное самоуправление
Первоманский сельский Совет депутатов
Дата избрания: 09.10.2011. Срок полномочий: 4 года. Количество депутатов:  10
Глава муниципального образования
- Краснослободцева Тамара Андреевна. Дата избрания: 09.10.2011. Срок полномочий: 4 года